# Список альбомов и синглов № 1 в Испании 2002 года
Список включает в себя музыкальные синглы, занимавшие в 2002 году первое место в испанском хит-параде Top 20 Singles, составляемом организацией PROMUSICAE (сокр. от Productores de Música de España).

## Синглы
| - Kylie Minogue — «Can't Get You Out of My Head» - 1 неделя (30 декабря 2001 — 5 января 2002), в сумме 6 недель на 1 месте - Sugarless — «Abre tu sonrisa» - 2 недели (6 января — 19 января) - The Chemical Brothers — «Star Guitar» - 2 недели (20 января — 2 февраля) - P!nk — «Get the Party Started» - 2 недели (3 февраля — 16 февраля) - Zucchero Sugar Fornaciari — «Baila (Sexy Thing)» - 1 неделя (17 февраля — 23 февраля) - Hampenberg — «Ducktoy» - 1 неделя (24 февраля — 2 марта) - Alizée — «Moi… Lolita» - 3 недели (3 марта — 23 марта) - George Michael — «Freeek!» - 3 недели (24 марта- 13 апреля) - Chayanne — «Torero» - 5 недель (14 апреля — 18 мая) - Las Ketchup — «The Ketchup Song (Aserejé)» - 4 недели (19 мая — 15 июня), в сумме 11 недель на 1 месте - Paulina Rubio — «Don’t Say Goodbye» - 1 неделя (16 июня — 22 июня) - Loona — «Viva el amor» - 1 неделя (23 июня — 29 июня) - Las Ketchup — «The Ketchup Song (Aserejé)» - 1 неделя (30 июня — 6 июля), в сумме 11 недель на 1 месте - Naím Thomas — «Cruel To Be Kind» - 1 неделя (7 июля — 13 июля) - Las Ketchup — «The Ketchup Song (Aserejé)» - 2 недели (14 июля — 27 июля), в сумме 11 недель на 1 месте - Shalim — «Nadie como tú (Remixes)» - 1 неделя (28 июля — 3 августа) - Las Ketchup — «The Ketchup Song (Aserejé)» - 1 неделя (4 августа — 10 августа), в сумме 11 недель на 1 месте - David Bisbal — «Ave Maria» - 1 неделя (11 августа — 17 августа) - Las Ketchup — «The Ketchup Song (Aserejé)» - 3 недели (18 августа- 8 сентября), в сумме 11 недель на 1 месте - DJ BoBo — «Chihuahua» - 1 неделя (9 сентября — 14 сентября) - Bon Jovi — «Everyday» - 2 недели (15 сентября — 28 сентября) - t.A.T.u. — «All the Things She Said» - 4 недели (29 сентября — 26 октября) - U2 — «Electrical Storm» - 1 недели (27 октября — 2 ноября) - Madonna — «Die Another Day» - 4 недели (3 ноября — 30 ноября) - Mariah Carey — «Through The Rain» - 1 неделя (1 декабря — 7 декабря) - Cristie — «No quiero sufrir» - 2 недели (8 декабря — 21 декабря) - Marey — «Tu no me veras llorar» - 1 неделя (22 декабря 2002 — 4 января 2003) |